# Ferring Pharmaceuticals
Ferring Pharmaceuticals — швейцарская фармацевтическая компания. Штаб-квартира расположена в общине Сен-Прекс кантона Во близ города Морж. Специализируется на репродуктивной медицине, урологии, гастроэнтерологии, ортопедии и эндокринологии.

## История
Компания была основана в 1950 году в Мальмё (Швеция) Фредериком Паульсеном (Frederik Paulsen), уроженцем немецкого острова Фёр, жители которого на местном диалекте называются ферринг. Первоначально компания занималась получением гормонов, в частности адренокортикотропного гормона. В 1956 году была открыта новая фабрика в Мальмё, позже появились филиалы в Дании и Германии. В 1961 году компания одной из первых начала промышленное производство гормонов вазопрессина и окситоцина. В 1973 году начала работу фабрика в Киле (Германия). В 1988 году компанию возглавил Фредерик Паульсен младший, сын основателя. В 1993 году в рамках расширения в Восточную Европу было создано совместное предприятие с чешской компанией Léciva; также в этом году начались продажи препарата менотропин для лечения бесплодия. В 2003 году началось строительство новой фабрики в Сен-Прекс (Швейцария), по завершении строительства в 2006 году туда была перенесена штаб-квартира компании. В 2011 году была куплена базирующаяся в Глазго компания Cytokine. В 2018 году была куплена компания Rebiotix со штаб-квартирой в Розвилле (Миннесота, США).

## Деятельность
Главные научно-исследовательские центры расположены в Сан-Диего (США) и Копенгагене (Дания), лаборатории имеются ещё в двух городах США, в Бразилии, КНР, Индии, Израиле, Японии, России, Великобритании и Швейцарии. Производственные мощности компании находятся в Аргентине, КНР, Чехии, Дании, Германии, Индии, Израиле, Мексике, Швейцарии, Великобритании и США.
Более половины выручки приходится на репродуктивную медицину, в частности препарат Menopur (menotropin) для лечения бесплодия.
Географическое распределение выручки:
- США — 811 млн евро;
- Европа — 612 млн евро;
- Азиатско-Тихоокеанский регион — 400 млн евро;
- Латинская Америка и Канада — 155 млн евро;
- Ближний Восток и Африка — 116 млн евро.